# Moteki
Moteki (モテキ?) è un manga scritto e disegnato da Mitsurō Kubo, pubblicata dall'11 novembre 2008 al 13 aprile 2010 sulla rivista Evening di Kōdansha. È stata adattata in un dorama nel 2010 e in un film live action uscito nel marzo 2012. 

## Trama
Yukiyo soggiorna a Tokyo, dove lavora a tempo parziale. Purtroppo per lui non ha mai né avuto la sicurezza e stabilità economica data da un posto fisso, né tanto meno mai avuto la gioia d'avere una fidanzata ufficiale.
Mentre sta per compiere 30 anni (una svolta decisiva per la vita d'ognuno), ecco però che improvvisamente comincia ad essere contattato a ripetizione da tutta una serie di donne del suo passato: l'ex collega ed appassionata di musica Aki; la più giovane amica e fotografa dilettante Itsuka; la precedente quasi fidanzata Natsuki ed infine l'ex compagna di liceo e giovane delinquente Naoko.
Yukiyo si rende così ben presto conto che quello che sta vivendo è molto semplicemente la situazione detta "moteki", ovvero un termine gergale che indica un breve periodo di tempo in cui una persona si ritrova di colpo ad essere popolare tra i membri del sesso opposto.
Col carattere timido e schivo che si ritrova, come farà il ragazzo a gestire questa nuova e del tutto inaspettata situazione?

## Altri personaggi
- Nobu Morimoto
- Miwako Shishido - ep.5
- Shiho - ep.5
- Kinako Kobayashi - ep.5,10
- Osamu Tsuji - ep.8
- Seiji Nozoe - ep.9
- Nobuhiro Yamashita - ep.9,10
- Yukiko Shinohara - ep.10
- Toru Nomaguchi - ep.11
- Natto Ueki - ep.2,3,6,10,11
- Daishi Shikanai - ep.11